# Orange (Syn)
Orange is het vijfde album van Syn bestaande uit David T. Dewdney. Dewdey putte opnieuw uit zijn archief om tot deze compact disc te komen. Opnamen vonden plaats in zijn eigen Synstudio te Metjil. Het album heeft als subtitel From the mind of Syn to yours. Alhoewel de muziek van de Berlijnse School voor elektronische muziek nog steeds aanwezig is, heeft de muziek veel meer ritme gekregen door technoritmen.

## Musici
- David T. Dewdney – synthesizers, elektronica

## Muziek
| Nr. | Titel                     | Duur  |
| --- | ------------------------- | ----- |
| 1.  | Connected                 | 5:27  |
| 2.  | In the void               | 6:44  |
| 3.  | Inside my mind            | 12:58 |
| 4.  | Human spirit              | 4:56  |
| 5.  | Trancend your limitations | 10:24 |
| 6.  | Thought patterns          | 8:12  |
| 7.  | Plokk                     | 8:48  |
| 8.  | Know no end?              | 8:30  |
| 9.  | Orange                    | 11:50 |